# مسيحية كلتية

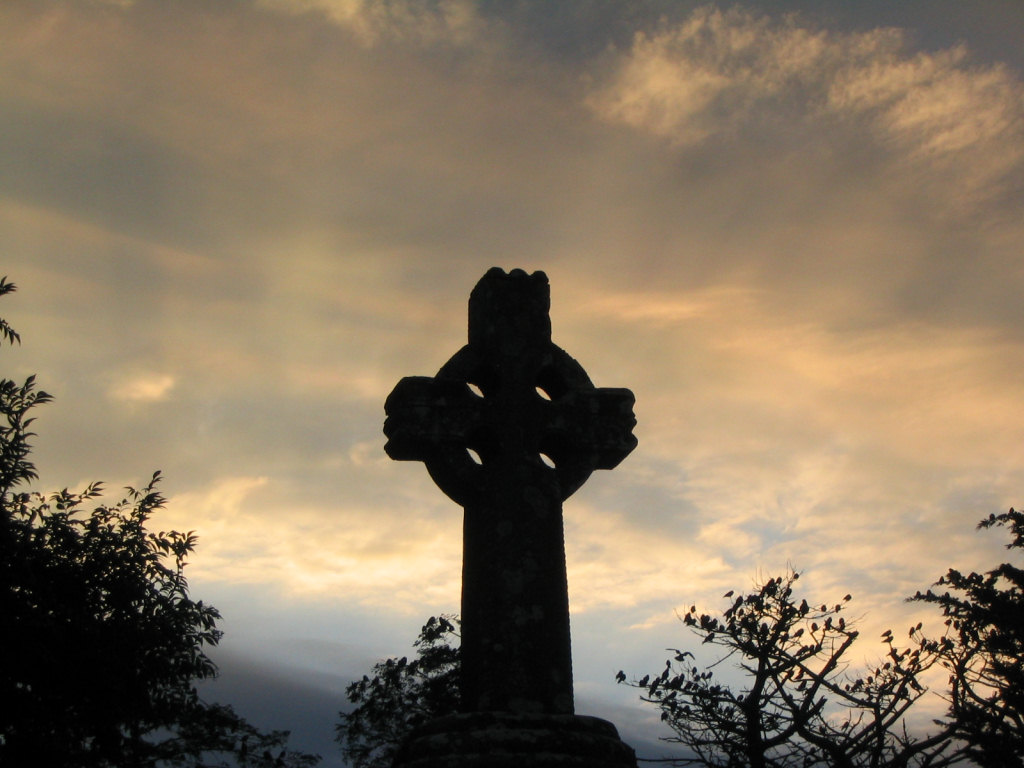
صليب من الآثار المعمارية المسيحية الكلتيَّة في نوك.

يشير مصطلح المسيحية الكلتية أو المسيحية العشائريَّة إلى أشكال المسيحية التي كانت شائعة أو التي كانت مشتركة، بين العشائر الناطقة بالكلتية خلال العصور الوسطى المبكرة. وقد تم تصور المسيحية الكلتية مع مستويات مختلفة من الخصوصية؛ حيث وصف بعض الباحثين «الكنيسة الكلتية» ككنيسة متميزة توحدت تحتها شعوب الكلت وتمييز عن الكنيسة الكاثوليكية «الرومانية»، في حين صنفها الباحثين الآخرين ببساطة أنها مجموعة من الممارسات المميزة التي تشكلَّت في تلك المناطق. في حين يرفض العديد من الباحثين الفكرة السابقة، ولكنهم لاحظوا أن هناك تقاليد وممارسات معينة أستخدمت في كل من  الأيرلندية ٬البريطانيةولكن لم تكن منتشرة في العالم المسيحي الأوسع. والتي شملت نظامًا مميزًا لحساب عيد الفصح المسيحي، وأسلوب حياة الرهبان الرهباني، ونظام فريد من نوعه من التكفير عن الذنب. بالإضافة إلى ذلك كانت هناك ممارسات أخرى تطورت في أجزاء معينة من بريطانيا أو أيرلندا، ولكن ليس من المعروف أنها انتشرت خارج حدود هذه المنطقة المعينة. وبالتالي فإن المصطلح يدل على الممارسات الإقليمية بين الكنائس العازلة وشركائها، بدلاً من الاختلافات اللاهوتية الفعلية.
في الآونة الأخيرة تم اهمال مصطلح «المسيحية الكلتيَّة» من قبل العديد من المؤرخين لأنه ينطوي على كيان موحد ومنفصل تمامًا عن التيار الرئيسي للمسيحية الغربية. ويفضل حاليًا المؤرخرين مصطلح «المسيحية العشائرية» لهذه المسيحية بين الكلتيَّةوالتي نشأت حول البحر الأيرلندي.
وتشمل بعض تلك الممارسات: نظامًا معينًا لتحديد تاريخ عيد الفصح، وأسلوبَ جَزّ الترهّب، ووجودَ نظامٍ فريد للتكفير عن الذنوب، وشعبية الذهاب إلى «المنفى في سبيل المسيح». علاوةً على ما تقدّم، ظهرت ممارسات أخرى في مناطق من بريطانيا وأيرلندا لم يثبت أنها انتشرت ما وراء تلك المناطق. وهكذا، عادةً ما يُشير المصطلح إلى الممارسات المناطقية في الكنائس الجزيريّة وتوابعها، وليس للدلالة على اختلافات لاهوتية فعلية.
انتقد العديد من المؤرخين مصطلحَ الكنيسة الكلتية لأنه معناه ينطوي على وجود كيان موحَّد ومميز ومنفصل تمامًا عن جسم المسيحية الغربية السائدة. لهذا السبب، يفضل الكثير من المؤرخين مصطلح «المسيحية الجزيرية». ووفقًا لما أوضحه باتريك ورمالد، «من أحد المفاهيم الخاطئة السائدة هو وجود كنيسة لاتينية عارضتها الكنيسة الكلتية من منطلق وطني».
ومن المصطلحات التي اكتسبت شعبيةً بفضل المؤرخ الألماني لوتس فون بادبرغ هو مصطلح «الأيرلندي-الأسكتلندي» للإشارة إلى ذلك الانقسام المزعوم بين المسيحية الأيرلندية-الأسكتلندية والرومانية. على العموم، كانت المناطق الناطقة بالقلطية جزءًا من العالم المسيحي اللاتيني في زمنٍ شهد اختلافات ملموسة على الصعيد الإقليمي في بنية الكنائس وطقوسها. إنما لم يكن يعني هذا غياب الاحترام الشعبي للبابوية الكاثوليكية في المناطق الناطقة بالقلطية.
ومع ذلك، تطورت طقوس دينية مميزة وانتشرت في كل من أيرلندا وبريطانيا العظمى، لا سيما في القرنين السادس والسابع. من المحتمل أن بعض الممارسات دخلت إلى أيرلندا على يد القديس باتريك الروماني البريطاني، وفيما بعد وصلت ممارساتٍ أخرى من أيرلندا إلى بريطانيا العظمى عبر البعثة الهايبرنية الأسكتلندية للقديس كولومبا. بالرغم من ذلك، فإن تاريخ كلّ من الكنائس الأيرلندية، والويلزية، والأسكتلندية، والبريطونية، والكورنية، والمانكسية أخذ مساراتٍ متباعدة بشكل كبير بعد القرن الثامن. أفضى الاهتمام بالموضوع إلى نشوء سلسلة من حركات إحياء المسيحية الكلتية، وهي ما صاغ التصورات الشعبية بخصوص القلطيين وممارساتهم الدينية المسيحية.

## التعريفات
حظيت «المسيحية الكلتية» بتصوّرات مختلفة في أزمان مختلفة. وتُفيدنا الكتابات في هذا الصدد بصورة أكثر عن الزمن الذي كُتبت فيه أكثر منها عن الحالة التاريخية للمسيحية في العالم الناطق بالقلطية في العصور الوسطى، وفقدت العديد من المفاهيم مصداقيتها في الأدبيات الأكاديمية المعاصرة. وإحدى أبرز السمات المنسوبة إلى المسيحية الكلتية هي اختلافها الجوهري المفترَض عن الكنيسة الكاثوليكية، ومعارضتها لها بشكل عام. ومن السمات شائعة النسبة لها كذلك هي أن المسيحية الكلتية أنكرت السيادة البابوية، وكانت ذات بنية أقل استبدادًا من الكنيسة الكاثوليكية، وأكثر روحانية، وأكثر احتفاءً بالنساء، وأكثر ارتباطًا بالطبيعة، وأكثر كياسةً في التعامل مع الأديان الوثنية القلطية. وتُفيد إحدى وجهات النظر، التي اكتسبت زخمًا علميًا كبيرًا في القرن التاسع عشر، أنه وُجدت «كنيسة كلتية»، وقد كانت جسمًا مسيحيًا منظمًا أو طائفة وحّدت الشعوب القلطية وميّزتهم عن الكنيسة «اللاتينية» في قارة أوروبا. يظهر مثال على ذلك في كتاب توينبي دراسة للتاريخ (1934–1961)، والتي حددت المسيحية الكلتية بكونها «حضارة الغرب الأقصى المُجهَضة» –باعتبارها نواة مجتمع جديد منعه من النهوض كلٌّ من الكنيسة اللاتينية، والفايكنج، والنورمانديين. واكتفى باحثون آخرون بالقول إن «المسيحية الكلتية» شملت تقاليدَ ومعتقدات معينة متأصلة لدى الشعوب القلطية.
بالرغم مما سبق، فقد أشار الباحثون المعاصرون إلى مشاكل جوهرية في جميع تلك الادعاءات، ووجدوا أن مصطلح «المسيحية الكلتية» إشكاليّ في حد ذاته. ترفض الأبديات الأكاديمية المعاصرة رفضًا قاطعًا فكرة «المسيحية الكلتية» لغياب الأدلة على وجودها. في واقع الحال، وُجدت بالفعل تقاليد كنسية أيرلندية وبريطانية متميزة، وكان لكل منها ممارساتها الخاصة، ووُجدت فروقات محلية بارزة حتى ضمن المجالين الدينيين الأيرلندي والبريطاني. ومع اشتراك الكنيستَين البريطانية والأيرلندية في بعض التقاليد، فلم تكن كثيرة نسبيًا. حتى أوجه التماثل تلك لم تكن موجودة بسبب «قلطية» المناطق، بل نظرًا لعوامل تاريخية وجغرافية أخرى. بالإضافة إلى ذلك، لم يكن مسيحيو أيرلندا وبريطانيا «معادين للرومان»؛ فقد احترمت المناطق القلطية سلطة روما والبابوية بدرجة لم تقلّ عن غيرها من المناطق في أوروبا. كما تُشير كيتلين كورنينغ إلى أن «الأيرلنديين والبريطانيين لم يكونوا مناصرين للمرأة، أو مؤيدين للبيئة، أو حتى أكثر روحانية من غيرهم من أتباع الكنيسة».

## بناء صورة المسيحية الكلتية
كتبت كورنينغ أن الباحثين حددوا ثلاثة مسارات فكرية رئيسية أثرت على التصورات الشعبية عن المسيحية الكلتية:
- جاء أولها في عصر الإصلاح الإنجليزي، عندما أعلنت كنيسة إنجلترا انفصالها عن السلطة البابوية. فأشاع الكتّاب البروتستانت حينئذ فكرة وجود المسيحية البريطانية الأصلية التي عارضت الكنيسة «الرومانية» الأجنبية، وأنها كانت أكثر نقاءً (ما قبل بروتستانتية) في الفكر. وزعموا أن الكنيسة الإنجليزية لم تكن في واردِ إنشاء مؤسسة حديثة، بل في طور التخلّص من أغلال روما والعودة إلى جذورها الحقيقية باعتبارها الكنيسة الوطنية الأصلية لبريطانيا.[14]
- الحركة الرومانسية في القرن الثامن عشر، وعلى وجه التحديد المفاهيم الرومانسية عن الهمجي النبيل والصفات المتأصلة في «العرق القلطي»، أثرت أكثر فأكثر في التصورات بخصوص المسيحية الكلتية. رفع الرومانسيون القلطيين إلى مصاف المثالية باعتبارهم شعبًا بدائيًا وريفيًا ذي طبيعة أكثر شعرية وروحانية، وعلى درجة أكثر تحررًا من العقلانية من جيرانهم. وكان يُنظر إلى القلطيين بوصفهم يتمتعون بطبيعة داخلية روحانية تظهر فيهم حتى بعد تدمير نسختهم المسيحية على يد روما الاستبدادية والعقلانية.[15]
- في القرنين العشرين والحادي والعشرين، تضافرت الأفكار بخصوص «المسيحيين الكلتيين» مع نداءات بعض الكنائس المعاصرة، والجماعات الوثنية الحديثة، ومجموعات العصر الجديد التي تسعى لاستعادة شيءٍ ما من الروحانية القديمة التي يعتقدون أنها ناقصةٌ في العالم المعاصر. بالنسبة لهذه الجماعات، تمثّل المسيحية الكلتية رمزا لكل ما هو منقوصٌ في التجربة الدينية المعاصرة. تشير كورنينغ إلى أن هذه المفاهيم تخبرنا عن الرغبات المعاصرة أكثر مما تخبرنا عن حقيقة المسيحية في العصور الوسطى المبكرة.[16]

وتبدو محاولات ربط المسيحيين الأوائل من منطقة غلاطية الناطقة بالقلطية (الذين يُزعم أنهم تلقوا الرسالة إلى أهل غلاطية بولس الرسول) بمن جاء بعدهم من المسيحيين القلطيين في شمال غرب أوروبا تبدو حالِمةً.

## تاريخ

### بريطانيا
وفقًا للأخبار من العصور الوسطى، فقد وصلت المسيحية إلى بريطانيا في القرن الأول. ويضع غيلداس في تأريخه للقرن السادس تاريخ وصولها في الجزء الأخير من عهد الإمبراطور الروماني تيبيريوس: تُشير رواية اكتُشفت في جبل آثوس في العام 1854 إلى الرسل السبعين، وتذكر القديس أريستوبولوس باعتباره «أسقف بريطانيا». ومع ذلك، فإن أخبار العصور الوسطى عن مآثر الملك لوسيوس، وفيغان، وديروفيان، ويوسف الرامي، تُعتبر الآن عمليات خداعٍ دينية.